# پوگوژل (شهرستان سوکوووف)
پوگوژل (به لهستانی:  Pogorzel) یک روستا در لهستان است که در گمینا سوکوووف پودلاسکی واقع شده‌است.